# Bahnhof Wrocław Nadodrze

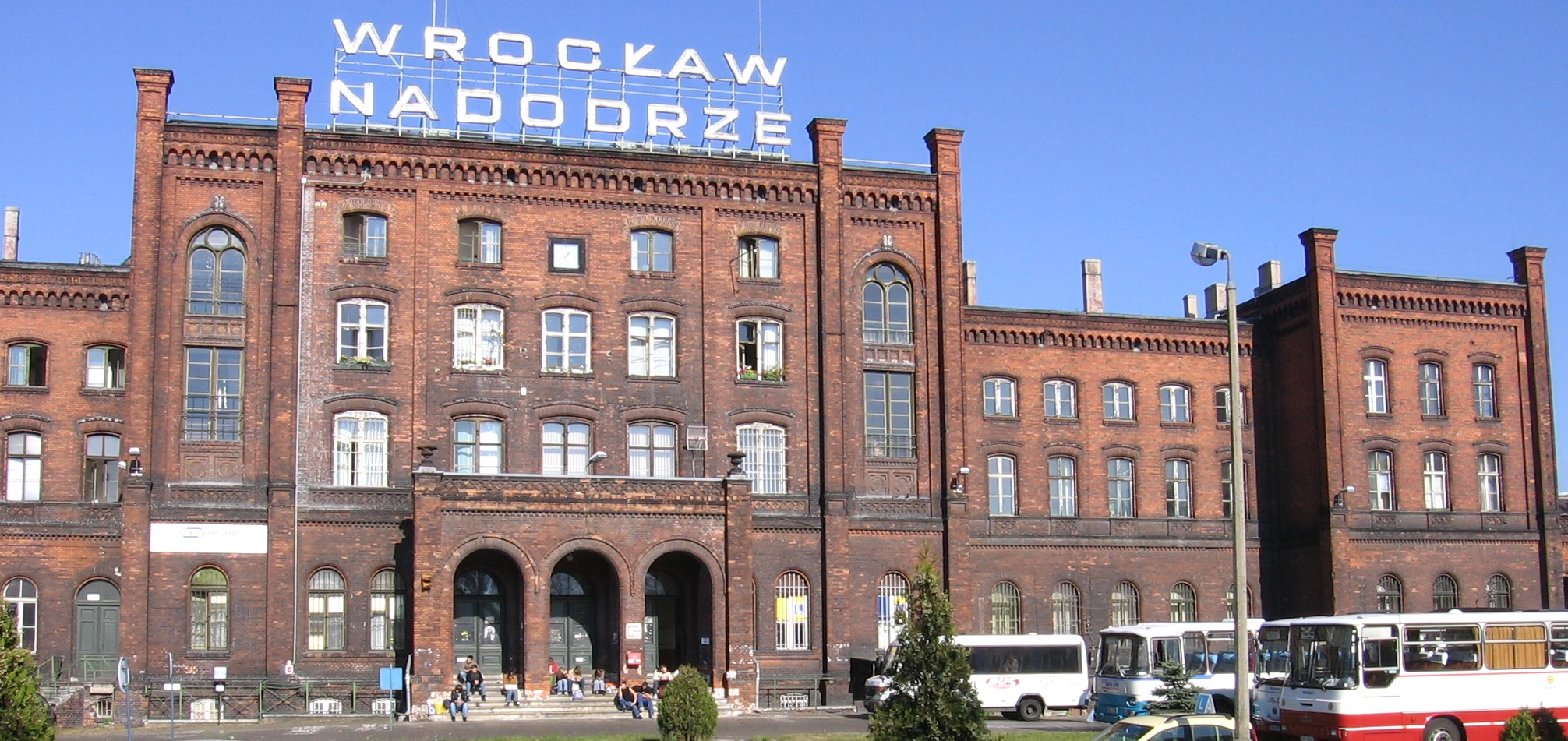
Bahnhof Wrocław Nadodrze

Der Bahnhof Wrocław Nadodrze (bis 1945: Breslau Odertor) ist ein Bahnhof in Wrocław an der Bahnstrecke Kalety–Wrocław. Obwohl der Bahnhof nur zwei Bahnsteige hat, ist es der zweitgrößte Personenbahnhof Breslaus.

## Geschichte
Der Bahnhof wurde von der Rechte-Oder-Ufer-Eisenbahn mit der 128,1 km langen Strecke nach Oels – Namslau – Kreuzburg – Vossowska erbaut. Das 1868 nach Entwurf von Hermann Grapow (1821–1891; Architekt und später Direktor der Rechte Oder-Ufer-Eisenbahn-Gesellschaft) errichtete Empfangsgebäude steht heute unter Denkmalschutz. In seinem spätklassizistischen Stil ähnelt der Bahnhof Odertor dem Leipziger Eilenburger Bahnhof, der beinahe gleichzeitig eröffnet wurde. Im Vergleich zum Eilenburger Bahnhof ist der fünfteilige Baukörpers mit betontem Mittelteil jedoch mit turmartigen Pfeilern stärker betont.
Die Bahnsteige und der Personentunnel stammen aus dem Jahr 1912.